# Aconodes
Aconodes – rodzaj chrząszczy z rodziny kózkowatych i podrodziny zgrzypikowych.

## Zasięg występowania
Przedstawiciele tego rodzaju występują na Subkontynencie Indyjskim oraz w Azji Południowo-Wschodniej.

## Systematyka
Do Aconodes należy 21 gatunków:

- Aconodes affinis
- Aconodes bilobatus
- Aconodes breuningi
- Aconodes bulbosus
- Aconodes costatus
- Aconodes euphorbiae
- Aconodes guerardi
- Aconodes latefasciatus
- Aconodes lima
- Aconodes montanus
- Aconodes multituberculatus
- Aconodes nepalensis
- Aconodes obliquatus
- Aconodes pedongensis
- Aconodes persimilis
- Aconodes piniphilus
- Aconodes sikkimensis
- Aconodes subaequalis
- Aconodes submontanus
- Aconodes truncatus
- Aconodes tuberculata